# John Lansing

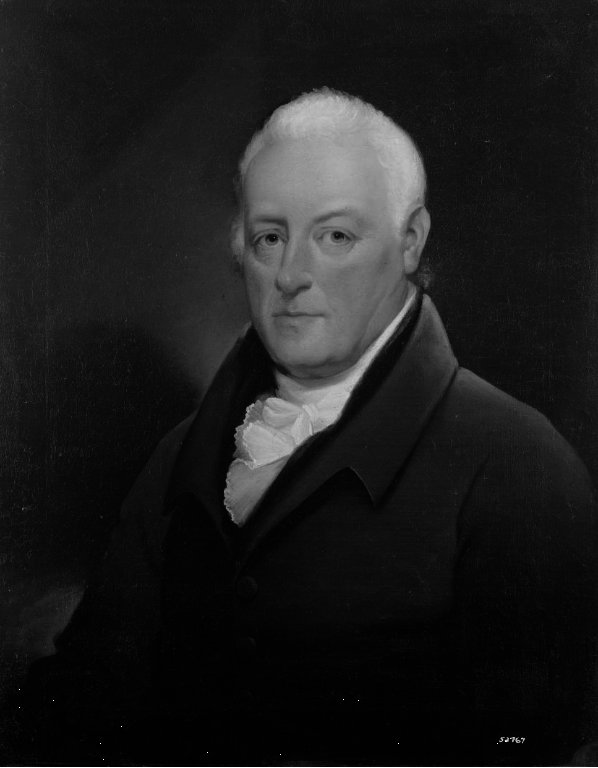
John Lansing

John Ten Eyck Lansing Jr. (* 30. Januar 1754 in Albany, Provinz New York; vermisst seit dem 12. Dezember 1829) war ein US-amerikanischer Politiker. Im Jahr 1785 war er Delegierter für New York im Kontinentalkongress.

## Werdegang
John Lansing war der Onkel des Kongressabgeordneten Gerrit Y. Lansing (1783–1862). Nach einem Jurastudium und seiner 1775 erfolgten Zulassung als Rechtsanwalt begann er ab 1778 in Albany in diesem Beruf zu arbeiten. Er schloss sich der Revolutionsbewegung an und war in den Jahren 1776 und 1777 Sekretär von General Philip Schuyler. Von 1781 bis 1784 sowie in den Jahren 1786 und 1789 saß er in der New York State Assembly, deren Präsident er zeitweise war. Im Jahr 1785 vertrat er den Staat New York im Kontinentalkongress. 1788 war er auch Delegierter auf der Versammlung, die für seinen Staat die Verfassung der Vereinigten Staaten ratifizieren sollte. Dabei war er ein Gegner der Verfassung. 1790 gehörte Lansing einer Kommission zur Beilegung von Grenzstreitigkeiten zwischen New York und Vermont an. Zwischen 1790 und 1801 war er Richter am New York Supreme Court, dessen Vorsitz er ab 1798 innehatte. Von 1801 bis 1814 bekleidete er als Nachfolger von Robert R. Livingston den Posten des Chancellor of New York, das damals höchste juristische Amt seines Staates.
John Lansing verschwand am 12. Dezember 1829 auf mysteriöse Weise in New York City. Er verließ sein Hotel und wollte einen Brief aufgeben. Danach wurde er nicht wieder gesehen. Es gab verschiedene Spekulationen über ein mögliches Ertrinken oder einen Raubmord.